# دانیلا جوردانو

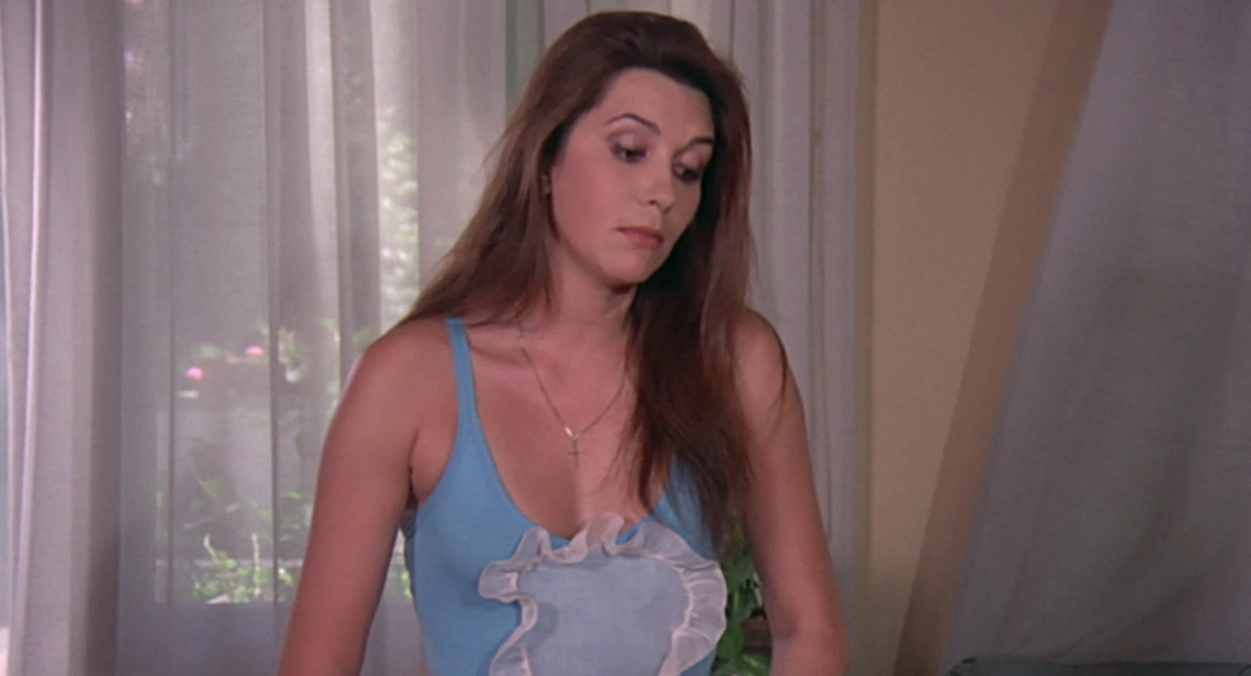
دانیلا جوردانو در صحنه‌ای از فیلم خدمتکار (۱۹۷۴)

دانیلا جوردانو (ایتالیایی: Daniela Giordano) (زادهٔ ۷ نوامبر ۱۹۴۷ – درگذشتهٔ ۱۶ دسامبر ۲۰۲۲) بازیگر و مدل اهل ایتالیا بود که که بیشتر به‌خاطر حضورش در فیلم‌های بهره‌کشی، کمدی ایتالیایی و کمدی سکسی سبک ایتالیایی در اواخر دهه ۱۹۶۰ و دهه ۱۹۷۰ شناخته می‌شود. او را نباید با بازیگر تئاتر و کارگردانی به همین نام اشتباه گرفت. دانیلا جوردانو برنده جشنواره زیبایی محلی در شهر زادگاهش پالرمو شد و در سال ۱۹۶۶ به‌عنوان «ملکه زیبایی سیسیل» در مسابقه «دوشیزۀ شایستۀ ایتالیا» پیروز شد. او در مسابقه دوشیزه اروپا در سال ۱۹۶۷ مقام دوم را کسب کرد.
از فیلم‌هایی که وی در آن نقش داشته‌است، می‌توان به بکش کنار! الدورادو به ترینیتی می‌آید، یک گاو نر شهوتی، خدمتکار، نوجوان، چهار مرتبه آن شب،کارکنان خیابانی، پنج مرد جنگی، گناه در وجودت حبس شده و فقط من کلیدش را دارم، جایی برای مردن پیدا کن و خانم صاحبخانه هم روابط عاشقانه دارد اشاره کرد.